# سیارک ۸۴۹۲
سیارک ۸۴۹۲ (به انگلیسی: 8492 Kikuoka، نامگذاری:1990BZ) هشت هزار و چهارصد و نود و دومین سیارک کشف شده‌است که در ۲۱ ژانویه ۱۹۹۰ کشف شد.
قدر مطلق سیارک برابر ۱۳٫۶۰ است.